# Alun Wyn Jones
Alun Wyn Jones (* 19. září 1985, Swansea) je bývalý velšský ragbista, který hrál na pozici druhořadníka. Je hráčem, co si připsal nejvíce reprezentační startů (158) ze všech hráčů historie. Za Wales si připsal 45 bodů a v letech 2018 až 2023 byl kapitánem své země. Za Britské a Irské lvy odehrál 13 zápasů. S reprezentací vyhrál pětkrát Six Nations (2008, 2012, 2013, 2019, 2021) a v roce 2019 byl vyhlášen nejlepším hráčem Poháru 6 národů. Zúčastnil se MS 2007 až MS 2019.
V roce 2015 a 2019 byl v nominaci na nejlepšího ragbistu světa. V roce 2020 obdržel Řád britského impéria. S velšským klubem Ospreys vyhrál třikrát PRO12 (dříve Keltskou ligu) v roce 2007, 2010 a 2012. V roce 2008 vyhrál Anglo-Velšský pohár. Ke konci kariéry mu byla diagnostikována srdeční choroba.

## Klubová kariéra
- 2005/06 – 2022/23 Ospreys
- 2023/2024 Toulon